# سيف الأمازون الأفقي
سيف الأمازون الأفقي (الاسم العلمي:Echinodorus horizontalis) هو نوع من النباتات يتبع جنس سيف الأمازون من الفصيلة المزمارية.